# Iryna Husjak
Iryna Stepanivna Husjak (in ucraino Ірина Степанівна Гусяк?; Truskavec', 30 aprile 1990) è una lottatrice ucraina, specializzata nella lotta libera.

## Palmarès
- Europei

Tbilisi 2013: bronzo nei 55 kg.
Bucarest 2019: oro nei 55 kg.
- Universiadi

Kazan' 2013: argento nei 55 kg.